# Орден Республики Сербской
Орден Республики Сербской (серб. Орден Републике Српске) — высшая награда, учреждённая в Республике Сербской 25 апреля 1993 года решением Народной скупщины Республики Сербской. Орден может быть на цепи или полосах со звездой ордена на ленте. Как и любой приказ в Республике Сербской, Орден Республики Сербской также имеет свой статут, который определяет условия, касающиеся приказа.

## Положение
По закону это может быть вручается главам зарубежных стран, выдающимся личностям за отличную работу и заслуги этого человека и укреплению национального самосознания в борьбе за свободу и независимость, а также лицам, внесшим значительный вклад в создание Республики Сербской. Также критериями награждения определено, что она должна быть более точной для президентов государств, выдающихся личностей и учреждений, которые своей функцией внесли вклад в борьбу сербского народа, в создании государства. Это привилегия Президента Республики Сербской.
Этот орден состоит из трех элементов: знак отличия, орден на цепи и орден на ленте.

## Награждённые

### Орден Республики Сербской на цепи
- Слободан Милошевич (1994)
- Момир Булатович (1994)
- Патриарх Сербский Павел (1994)
- Александр Вучич (2018)
- Валентина Матвиенко (2018)
- Сергей Лавров (2018)
- Ана Брнабич (2019)
- Владимир Путин (2023)
- Виктор Орбан (2024)
- Патриарх Московский и всея Руси Кирилл (2025)

### Орден Республики Сербской на ленте
- Радован Караджич (1994)
- Ратко Младич (1994)
- Момчило Краишник (1994)
- Биляна Плавшич (1994)
- Воислав Максимович (1994)
- Никола Кольевич (1994)
- Воислав Шешель (1994)
- Милорад Додик (2009)
- Патриарх Сербский Ириней (2011)
- Райко Кузманович (2012)
- Никола Поплашен (2012)
- Мирко Шарович (2012)
- Драган Чавич (2012)
- Епископ Григорий (2012)
- Епископ Василий (2012)
- Борис Тадич (2012)
- Воислав Коштуница (2012)
- Ари Ливне (2012)
- Новак Джокович (2013)
- Военно-медицинская академия (2013)
- Хосе Мухика (2016)
- Томислав Николич (2018)
- Хайнц-Кристиан Штрахе (2018)
- Георгий Полтавченко (2018)
- Петер Хандке (2021)
- Ивица Дачич (2022)